# Caribe (pel·lícula de 2004)
Caribe és una pel·lícula costa-riquenya del gènere drama de 2004, dirigida per Esteban Ramírez. Compta amb les actuacions protagonistes dels reconeguts artistes intencionals Jorge Perugorría, Cuca Escribano i Maya Zapata.
El guió (coescrit entre Ramírez i Ana Istarú), és una adaptació d'un conte de l'escriptor Carlos Salazar Herrera titulat El solitario, publicat pòstumament al seu llibre De amor, celos y muerte (1980).
Caribe va ser el primer llargmetratge en la carrera d'Esteban Ramírez. La cinta barreja diversos elements narratius: un missatge ambientalista i de denúncia social, enmig d'un triangle amorós que conflueixen en la vida tempestuosa del seu protagonista.

## Sinopsi
Vicente Vallejo (Jorge Perugorria) és un biòleg estranger que va rebre una quantiosa herència. Va triar el Carib costa-riquenya per a complir el seu somni de viure amb la seva esposa Abigaíl (Cuca Escribano) al costat de la mar, lloc on adquireix una finca bananera.
El seu únic client, una multinacional bananera, decideix inesperadament rescindir el seu contracte degut als alts i baixos del mercat. La seva situació es complica encara més amb la sorprenent arribada de la jove Irene (Maya Zapata), germanastra de la seva esposa, i la instal·lació d'una companyia petroliera estatunidenca en la zona,, la qual cosa divideix a la comunitat davant la promesa de noves ocupacions i el temor al mal ambiental.
El dolor i la frustració personal i un entorn convuls porten a Vicente a una situació límit. Jackson, un vell pescador, veí dels Vallejo, ho observa tot. Sumit en una crisi, Vicente Vallejo farà tot el possible perquè no es perdin els seus somnis.

## Repartiment
- Jorge Perugorría - Vicente Vallejo
- Cuca Escribano - Abigail
- Maya Zapata - Irene
- Roberto McLean - Jackson
- Vinicio Rojas - Ezequiel
- Thelma Darkings - Lorraine
- Bismark Méndez - Rupert
- Leonardo Perucci - Gonzalo
- Arnoldo Ramos - Sanabria
- Gabriel Retes - Lloyd
- Xinia Rubie - Marva
- Michelle Jones - Roseta

## Recepció
El film va obtenir una gran acceptació del públic i la crítica a nivell nacional i internacional, sent la primera pel·lícula costa-riquenya a ser acceptada per l'Acadèmia de Hollywood per a competir pel Premio Óscar de 2005 en la categoria a la Millor Pel·lícula Estrangera. No obstant això, no va ser guardonada.
Al novembre de 2004, va ser seleccionada i presentada en la Secció Oficial del XXX Festival de Cinema Iberoamericà de Huelva a Espanya. D'igual manera, Caribe va convertir a Ramírez és l'únic centreamericà fins avui a guanyar un premi a Millor Director en un Festival Llatinoamericà (Trieste, Itàlia).